# Elaine Yiu
Elaine Yiu (traditionell kinesiska: 姚子羚, förenklad kinesiska: 姚子羚), född 21 november 1980 i brittiska Hongkong, är en skådespelerska och tv-värd från Hongkong som är verksam på TVB.